# Linaria (ave)
Linaria es un género de aves paseriformes de la familia Fringillidae. Sus miembros son conocidos como pardillos y todos fueron incluidos anteriormente en el género Carduelis.

## Especies
Contiene las siguientes especies:
- Linaria flavirostris (Linnaeus, 1758) – pardillo piquigualdo;
- Linaria cannabina (Linnaeus, 1758) – pardillo común;
- Linaria yemenensis (Ogilvie-Grant, 1913) – pardillo yemení;
- Linaria johannis (Clarke, S, 1919) – pardillo somalí.